# 中濱
中濱，是台灣台東縣長濱鄉的大字、傳統地域名稱，位在本鄉南部。舊名大掃別，1937年行政區改制時改名，轄域即現在的竹湖村。

## 歷史
中濱隸屬於台東廳新港郡長濱庄，下有「掃別」、「竹湖」小字名。日治時代明治41年（1908年），合併轄內庄社為大掃別庄、大掃別社、小竹湖社、大竹湖社，大正3年（1914年），又全部合併為大掃別庄，大正9年（1920年），改稱大掃別。昭和12年（1937年），設置大字「中濱」。
戰後，中濱隸屬於台東縣長濱鄉，改稱竹湖村，中濱成為村內的小地名。